# Décès en novembre 2005
Décès
- 2001
- 2002
- 2003
- 2004
- 2005
- 2006
- 2007
- 2008
- 2009

Pour une information complémentaire, voir la page d'aide.

| Date         | Nom                       | Activités                                                                                   | Âge      | Source |
| ------------ | ------------------------- | ------------------------------------------------------------------------------------------- | -------- | ------ |
| 1er novembre | Skitch Henderson          | musicien et chef d'orchestre anglo-américain                                                | 87       |        |
| 2 novembre   | Ferruccio Valcareggi      | footballeur et entraîneur italien                                                           | 86       |        |
| 3 novembre   | Kent Andersson            | acteur suédois                                                                              | 72       |        |
| 3 novembre   | Aenne Burda               | éditrice de presse allemande                                                                | 96       |        |
| 3 novembre   | Geoffrey Keen             | acteur britannique                                                                          | 89       |        |
| 5 novembre   | John Fowles               | romancier britannique                                                                       | 79       |        |
| 6 novembre   | Minako Honda              | chanteuse japonaise                                                                         | 38       |        |
| 6 novembre   | Gavril Stoyanov           | footballeur international bulgare devenu entraîneur                                         | 76       |        |
| 8 novembre   | Lavinia Bazhbeuk-Melikyan | peintre soviétique puis arménienne                                                          | 83       | (en)   |
| 9 novembre   | Avril Angers              | humoriste et actrice britannique                                                            | 87       |        |
| 9 novembre   | Kocheril Raman Narayanan  | président de l'Inde de 1997 à 2002                                                          | 85       |        |
| 9 novembre   | Marceau Somerlinck        | Footballeur français.                                                                       | 83       |        |
| 10 novembre  | Fernando Bujones (en)     | danseur étoile américain                                                                    | 50       |        |
| 10 novembre  | Abdallah Fadel            | homme politique algérien                                                                    | 74       |        |
| 10 novembre  | Roger Gouze               | écrivain français                                                                           | 93       |        |
| 11 novembre  | Moustapha Akkad           | producteur et réalisateur américain d'origine syrienne                                      | 65       |        |
| 11 novembre  | Keith Andes               | acteur américain                                                                            | 85       |        |
| 11 novembre  | Peter Drucker             | théoricien du Management américain                                                          | 95       |        |
| 11 novembre  | Patrick Lichfield         | photographe Britannique                                                                     | 66       |        |
| 12 novembre  | Božidar Jakac             | peintre, graveur, professeur d'art, photographe et cinéaste austro-hongrois puis yougoslave | 90       |        |
| 12 novembre  | Rik Van Nutter            | acteur américain                                                                            | 75       |        |
| 13 novembre  | Eddie Guerrero            | Catcheur professionnel mexicain                                                             | 38       |        |
| 13 novembre  | José-André Lacour         | romancier belge                                                                             | 86       |        |
| 13 novembre  | Miriam Roth               | auteur de livres pour enfants israélienne                                                   | 95       |        |
| 14 novembre  | André Mészáros            | peintre français d'origine hongroise                                                        | 81       |        |
| 14 novembre  | Erich Schanko             | footballeur allemand                                                                        | 86       |        |
| 15 novembre  | Dominique Chaboche        | homme politique français                                                                    | 68       |        |
| 15 novembre  | Agenore Incrocci          | scénariste italien                                                                          | 91       |        |
| 15 novembre  | Ren Zhongyi               | homme politique chinois                                                                     | 90       | (en)   |
| 16 novembre  | Ralph Edwards             | pionnier américain de la télévision                                                         | 92       |        |
| 16 novembre  | Jean Liénard              | rugbyman français                                                                           | 77       |        |
| 16 novembre  | John Marlyn               | romancier canadien                                                                          | 93       |        |
| 16 novembre  | Henry Taube               | chimiste canadien naturalisé américain, Prix Nobel 1983                                     | 89       |        |
| 16 novembre  | Henk van Woerden          | écrivain et peintre néerlando-sud-africain                                                  | 57       |        |
| 18 novembre  | Romano Bettarello         | joueur de rugby à XV Italien                                                                | 75       |        |
| 18 novembre  | Gérard Crombac            | journaliste auto suisse                                                                     | 76       |        |
| 18 novembre  | Harold J. Stone           | acteur américain                                                                            | 92       |        |
| 19 novembre  | Bruno Bonhuil             | pilote moto français                                                                        | 45       |        |
| 20 novembre  | James King                | ténor américain                                                                             | 80       |        |
| 20 novembre  | Leopoldo Urrutia de Luis  | poète espagnol                                                                              | 87       |        |
| 20 novembre  | Thierry Ngninteng         | handballeur français                                                                        | 24       |        |
| 20 novembre  | Hans-Peter Reinecke       | acteur allemand                                                                             | 64       |        |
| 20 novembre  | Chris Whitley             | bluesman américain                                                                          | 45       |        |
| 21 novembre  | Alfred Anderson           | vétéran écossais de la Grande Guerre, dernier survivant de la trêve de Noël de 1914         | 109      |        |
| 21 novembre  | Frank Gatski              | joueur de football américain                                                                | 83       |        |
| 21 novembre  | Chris Whitley             | chanteur et guitariste de blues américain                                                   | 45       |        |
| 22 novembre  | Paul Déjean               | prêtre, enseignant, ministre, militant des Droits de l'homme et écrivain haïtien            | 92       |        |
| 22 novembre  | Madeleine Vincent         | figure de la Résistance française                                                           | 85       |        |
| 23 novembre  | Isabel de Castro          | actrice portugaise                                                                          | 74       |        |
| 23 novembre  | Constance Cummings        | actrice américaine                                                                          | 95       |        |
| 23 novembre  | Fluoman                   | peintre français                                                                            | 52 ou 53 |        |
| 24 novembre  | Youen Durand              | peintre français                                                                            | 82       |        |
| 24 novembre  | Christian Génicot         | journaliste français                                                                        | 66       |        |
| 24 novembre  | Jean-Claude Hertzog       | évêque catholique français                                                                  | 70       |        |
| 24 novembre  | Béchir Manoubi            | reporter-photographe sportif tunisien                                                       | 75       |        |
| 24 novembre  | Pat Morita                | acteur américain                                                                            | 73       |        |
| 24 novembre  | Harry Thürk (en)          | romancier allemand                                                                          | 78       |        |
| 25 novembre  | George Best               | footballeur nord-irlandais                                                                  | 59       |        |
| 25 novembre  | Richard Burns             | Pilote sport automobile britannique                                                         | 34       |        |
| 25 novembre  | Pierre Seel               | figure emblématique française de la déportation homosexuelle                                | 82       |        |
| 26 novembre  | Takanori Arisawa          | compositeur et arrangeur japonais                                                           | 54       |        |
| 26 novembre  | Elisabeth Behr-Sigel      | théologienne française de l'Église orthodoxe                                                | 98       |        |
| 28 novembre  | Jean Falala               | homme politique français                                                                    | 76       |        |
| 28 novembre  | Tony Meehan               | musicien britannique, batteur du groupe The Shadows                                         | 62       |        |
| 29 novembre  | Toni Grand                | sculpteur français                                                                          | 70       |        |
| 29 novembre  | David di Tommaso          | footballeur français.                                                                       | 26       |        |